# José M. Ken Niimura
 (janvier 2013).
Si vous disposez d'ouvrages ou d'articles de référence ou si vous connaissez des sites web de qualité traitant du thème abordé ici, merci de compléter l'article en donnant les références utiles à sa vérifiabilité et en les liant à la section « Notes et références ».
José María Ken Niimura del Barrio, connu comme Ken Niimura, est un auteur de bande dessinée espagnol d'origine hispano-japonaise. Il est né à Madrid le 19 octobre 1981.

## Biographie
Diplôme des Beaux Arts, il fut un membre fondateur de H Studio.

Vainqueur de plus de trente prix, il publie dans plusieurs livres, magazines et fanzines qui collaborent avec des bandes dessinées, illustrations et textes, et a travaillé dans diverses campagnes publicitaires (Repsol, Juvenalia, Manga VII ...), il a publié, entre autres œuvres, Underground love, Clockworld, Vacío Absoluto, Otras jaulas, En el camino de la madeja, Historietas...   Il souligne son art dans les livres de la série Japonés en Viñetas, manuels d'enseignements de langue japonaise.

## Style
D'origine hispano-japonaise, son style est souvent identifié avec le manga japonais, peut-être pas tellement à la mode en tant que patrimoine logique.[pas clair] Il cite également parmi ses influences des gens comme Hayao Miyazaki, Dave McKean, Yoshitaka Amano ou encore Miguelanxo Prado.
Il a notamment créé I Kill Giants, l'histoire d'une petite fille perdue dans une vie de famille chaotique, et qui se perd dans un monde imaginaire bien plus commode : « Elle a poussé son existence fictive un peu loin, et ne parle vraiment que des géants à tout le monde. Elle est convaincue qu'ils sont en marche et qu'elle seule peut les arrêter ». 

## Prix
- 2012:  Prix international du manga pour I Kill Giants
- 2019 :  Prix Eisner de la meilleure bande dessinée en ligne pour Umami[1]